# 座高
座高（ざこう）は、椅子に上体を真っ直ぐにして腰掛けた時の、椅子の面から頭頂までの上体の高さ。

## 概要
座高は上半身発達の指標とされたが、その測定の意義は不明確であった。
日本では、1935年頃には、内臓が発達していれば健康だと思われていて、座高が高ければ内臓が発達していると言われていた。1937年（昭和12年）の学校身体検査規程の改定から追加され、学校では身体測定で測定されてきた。1958年（昭和33年）からは学校保健法に定められた（のち2009年（平成21年）に学校保健安全法と改題）。しかし「測定に意味がない」「結果が活用されていない」などの理由により、2014年（平成26年）に学校保健安全法施行規則を改正、2016年（平成28年）4月より規定の診断項目から除外された。座高が高い児童・生徒が「短足」と冷やかされることに繋がる恐れがあったこと、座高の高さと人間の生活機能の因果関係が解明されなかったことも、座高測定の問題点となっていた。
なお、一般には身長から座高を差し引いた数値は下肢長の指標として認識されている。しかし、厳密には身長から座高を差し引いた数値は下肢長の長さ（上前腸骨棘から床面までの直線距離）とは一致しない。

## 座高の測定方法
座高は座高計を使い測定される。座高計は上体が真っ直ぐになるまで座面をペダル等で昇降させることができるようになっている。被検者は座高計の柱に背を付けて座り、自然に背筋を伸ばして肩の力を抜き、両手は軽く膝の上にのせ、顎を引いて目線はまっすぐ前を見る。この状態でスケールを頭頂部に当て目盛を読む。座高計にも身長計と同様にデジタルスケールのものがあり、座高計の場合には上下腿長計が付加されていることもある。

## 年齢別座高
以下は年齢別座高の全国平均値と標準偏差を表す。
|            |                | 幼稚園 | 小学校 | 小学校 | 小学校 | 小学校 | 小学校 | 小学校 | 中学校 | 中学校 | 中学校 | 高等学校 | 高等学校 | 高等学校 |
| 年齢（歳） | 年齢（歳）     | 5      | 6      | 7      | 8      | 9      | 10     | 11     | 12     | 13     | 14     | 15       | 16       | 17       |
| ---------- | -------------- | ------ | ------ | ------ | ------ | ------ | ------ | ------ | ------ | ------ | ------ | -------- | -------- | -------- |
| 男         | 平均値（cm）   | 62.0   | 64.8   | 67.6   | 70.2   | 72.6   | 75.0   | 77.6   | 81.2   | 84.8   | 88.1   | 90.3     | 91.4     | 92.0     |
| 男         | 標準偏差（cm） | 2.83   | 2.88   | 2.95   | 3.00   | 3.11   | 3.32   | 3.78   | 4.47   | 4.50   | 4.04   | 3.50     | 3.28     | 3.17     |
| 女         | 平均値（cm）   | 61.5   | 64.4   | 67.3   | 69.9   | 72.8   | 75.8   | 79.3   | 82.1   | 83.8   | 84.9   | 85.5     | 85.8     | 85.9     |
| 女         | 標準偏差（cm） | 2.79   | 2.80   | 2.90   | 3.06   | 3.40   | 3.79   | 3.88   | 3.61   | 3.25   | 3.03   | 2.95     | 2.94     | 2.98     |